# أخلاق بصرية
الأخلاقيات المرئية هي مجال ناشئ متعدد التخصصات للمنح الدراسية يجمع بين الدراسات الدينية والفلسفة وصحافة الصور والفيديو والفنون البصرية والعلوم المعرفية من أجل استكشاف الطرق التي يرتبط بها البشر بالآخرين أخلاقياً من خلال الإدراك البصري. تاريخيًا، اعتمد مجال الأخلاق بشكل كبير على المناهج العقلانية اللغوية، متجاهلًا إلى حد كبير أهمية الرؤية والتمثيل البصري للسلوك الأخلاقي البشري. وفي الوقت نفسه، تميل الدراسات في الثقافة البصرية إلى تحليل التمثيلات التصويرية مع تجاهل العديد من الأبعاد الأخلاقية المعنية. الأخلاق المرئية هي مجال من مجالات التلاقح بين الأخلاق ودراسات الثقافة البصرية التي تسعى إلى فهم كيف يكون إنتاج واستقبال الصور المرئية دائمًا أخلاقيًا، سواء كنا ندرك هذه الحقيقة بوعي أم لا.

## أخلاقيات الإنتاج البصري
من ناحية، تهتم الأخلاقيات البصرية بالقضايا الأخلاقية المرتبطة بإنتاج الصور المرئية. على سبيل المثال، كيف يمكن للتمثيلات في وسائل الإعلام الإخبارية نشر القواعد الثقافية للعرق، والطبقة، والانتماء العرقي، والجنس، وما إلى ذلك من أجل خلق مسافة من أشخاص ومجموعات معينة أو التعاطف معهم؟ كيف يمكن للتمثيلات المرئية للآخر أن تسهل أو تمنع بعض الاستجابات الأخلاقية من المشاهدين؟ متى يكون من المبرر أخلاقيا التقاط ومشاركة صور شخص آخر في لحظة ضعف؟ مع من ينبغي مشاركة هذه الصور؟

## أخلاقيات الاستقبال البصري
وتهتم الأخلاق البصرية أيضًا بأخلاقيات التلقي، أي بالرؤية كفعل أخلاقي. كيف تؤثر الصور المختلفة على استجاباتنا الأخلاقية وسلوكنا الأخلاقي بطرق مختلفة؟ إلى أي مدى تحدث استجاباتنا الأخلاقية للصور بشكل مسبق، من خلال العمليات الإدراكية البصرية في الجسد والعقل، حتى قبل أن تصل الصور إلى الوعي؟ ويمكن النظر إليه أكثر في الإدراك الثقافي. يعتمد الأمر دائمًا على الخلفية الثقافية.

## أخلاق وفنون بصرية
يركز هذا الموضوع على النظريات الأخلاقية وأساليب التفكير الأخلاقي. وتكثر الخلافات والحجج مع استمرار القرارات الأخلاقية، أو عدم وجودها، في لعب دور في الممارسة المؤسسية. ومع اتساع الفجوة بين التجارة والثقافة، فإن إعطاء الأولوية للأعمال الجيدة على الخدمة العامة يخلق مجموعة متزايدة الضبابية من المبادئ التوجيهية الأخلاقية. المعارض القائمة على هواة الجمع، وتضارب المصالح، وممارسات عدم الانضمام للمجموعات. قد يتساءل المرء هل تتحمل المتاحف مسؤولية تجاه جمهورها؟ وإذا كان الأمر كذلك، فهل هذا جزء من الثقافة المؤسسية وهل يتم تدريسه في برامج دراسات المتاحف اليوم؟ تناولت إيلين أ. كينغ والمحرر المشارك غيل ليفين العديد من هذه القضايا في المختارات التي جمعوها بعنوان "الأخلاق والفنون البصرية" والتي نشرتها في سبتمبر 2006 مطبعة ألورث في نيويورك. يستكشف هذا المجلد المؤلف من 19 مقالة مجموعة متنوعة من المواضيع حول الأخلاقيات في الفنون البصرية. يتم استكشاف الجانب المظلم للفنون في هذا المجلد من خلال تسعة عشر مقالة متنوعة لمؤلفين متميزين مثل إريك فيشل، وسوزان بوتجر، وستيفن ويل، وريتشارد سيرا، وغيرهم ممن يغطي مجموعة واسعة من المواضيع التي تواجه الفنانين وصانعي السياسات ومحامي الفن اليوم. المعارض ومحترفي المتاحف والمزيد.

## ندوة الأخلاقيات البصرية
في أبريل 2007، وتحت إشراف تيموثي بيل من مركز بيكر نورد للعلوم الإنسانية وويليام إي ديل من مركز إيناموري للأخلاقيات في جامعة كيس ويسترن ريزيرف، استضافوا مجموعة متعددة التخصصات من العلماء في مجالات الأخلاق الفلسفية والدراسات الدينية. واللاهوت ودراسات الثقافة البصرية وعلم الأعصاب والعلوم المعرفية لتطوير أول تعاون بحثي حول الأخلاقيات البصرية.

## روابط خارجية
- سؤال الحقيقة: التصوير الصحفي والأخلاقيات البصرية بقلم دونالد ر. وينسلو
- "رؤية مضيافة: بعض الملاحظات حول أخلاقيات مشاهدة الأفلام" بقلم مارغريت مايلز وس. برنت بليت